# 南明

南明
大明

南明成立期の最大領域

1.台湾に拠った鄭成功の子孫が1683年まで抗戦を続け、明の命脈を保った。
2.南明に公式な国旗は存在しない。

南明（なんみん）は、明が首都の北京を失ったのち、明の皇族によって1644年から1662年までの間に華中、華南に立てられた地方政権の総称である。

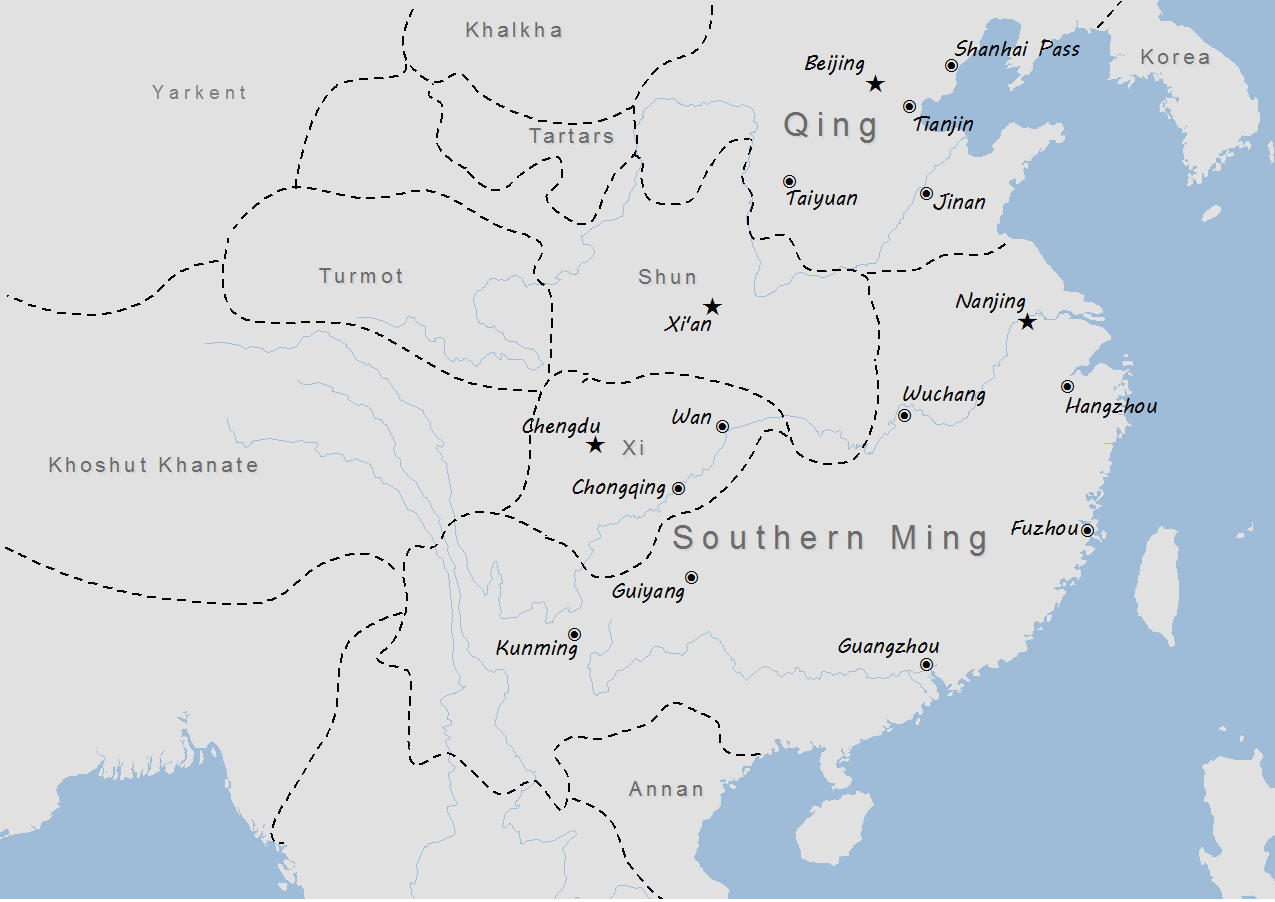
南明の最大勢力圏（1644年11月）

## 概要
1644年3月に北京は順の李自成に陥落させられ、崇禎帝は万歳山で自殺した。副都の南京の官僚は江南へ退避していた皇族の中から新帝擁立を試み、史可法ら東林派は朱常淓を、馬士英ら反東林派の官僚や盧九徳ら宦官は万暦帝の孫の福王朱由崧を推した。結局、史可法らが折れ、5月に朱由崧は南京へ入り即位した（弘光帝）。
朝廷では誰を出鎮させるか議論となり、馬士英の推挙で史可法が兵部尚書兼武英殿大学士となり「督師輔臣之印」をもって出鎮した。馬士英は自らの出鎮を望まず、史可法を朝廷から出すよう仕向けたものといわれており、その経緯は応廷吉『青燐屑』上巻に書かれている。
政権では馬士英の推薦した阮大鋮が権勢を振い、復社の名士からの反発を招いた。桐城を守備していた孫得勝や羅九武も危機感に乏しく人心を失っていた。
1645年正月に清軍が李自成を打ち破って入関すると、その勢いのまま江南に押し寄せた。そして同年4月、清軍の侵攻を受けて南京が陥落し、弘光帝の政権は崩壊した。
1645年6月、魯王朱以海が擁立され、監国と称して紹興に亡命政権が立てられた。同時に福州で鄭芝龍や黄道周らに擁立された唐王朱聿鍵が即位し（隆武帝）、ここに南明は2つの政権が並立する状態となった。朱以海と隆武帝は正当性を巡って争ったが、1646年6月には紹興などが清軍に攻略され、朱以海は海上へ逃れて鄭成功（鄭芝龍の子）の元へ身を寄せた。これにより隆武帝が唯一の皇帝となるが、1646年8月に福州は清軍の侵攻を受け、隆武帝が捕らえられて政権は崩壊した。その後、弟の朱聿𨮁が皇位を継ぐ（紹武帝）が、これも同年のうちに清軍に敗れて自殺した。
1646年10月、瞿式耜らに擁立された桂王朱由榔（弘光帝の従弟）が肇慶で監国を称し、11月に即位して（永暦帝）政権が成立する。鄭成功や張煌言らは各地で抵抗し、一時は清を圧倒したが、永暦帝はビルマで呉三桂に捕らえられて雲南へ連れられ、1661年に昆明で殺された。一方、朱以海を保護する鄭成功は清への反攻の拠点を確保するために台湾へ進出し、1662年に政権を樹立したが、同年中に朱以海と鄭成功が病死して南明の滅亡は決定的となった。その後も鄭成功の子孫によって抵抗は続けられるが、1683年に鄭克塽が清へ降伏し、復明の道は絶たれた。

## 皇帝
- 安宗弘光帝（朱由崧、在位1644年 - 1645年）万暦帝の孫。福王朱常洵の長男。
- 紹宗隆武帝（朱聿鍵、在位1645年 - 1646年）洪武帝の九世の孫（二十三男朱桱の子孫）。唐王。
  - 魯王朱以海（監国：1645年 - 1651年?）洪武帝の十世の孫（十男朱檀の子孫）。
- 紹武帝（朱聿𨮁、在位1646年）隆武帝の弟。唐王。
- 昭宗永暦帝（朱由榔、在位1646年 - 1661年）万暦帝の孫（桂王朱常瀛の四男）。永明王。

## 元号
- 弘光　1645年1月 - 6月
- 隆武　1645年7月 - 1646年
  - 監国魯（庚寅?）　1645年? - 1651年?（魯王朱以海が用いた紀年法）
  - 定武　1646年 - 1663年（韓王朱璟溧（中国語版）（洪武帝の十世の孫で、洪武帝の二十男の朱松の子孫）が建てたとされる元号）
- 紹武（紹武帝の自害により施行されなかった）
- 永暦　1647年 - 1662年（台湾の鄭氏政権では1683年まで用いられた）
  - 東武　1648年（淮王朱常清（中国語版）（洪熙帝の七男の淮王朱瞻墺の七世の孫）が建てたとされる元号）